# ABM-verdrag
Het ABM-verdrag (waarbij ABM staat voor Anti-Ballistic Missile) was een verdrag tussen de Verenigde Staten en de Sovjet-Unie over de beperking van antiballistische raketten die gebruikt werden om gebieden te verdedigen tegen per raket afgeleverde nucleaire wapens. Op 26 mei 1972 tekenden de president van de Verenigde Staten, Richard Nixon en de Secretaris-generaal van de Communistische Partij van de Sovjet-Unie, Leonid Brezjnev het ABM-verdrag. Het verdrag was in werking voor dertig jaar, vanaf 1972 tot 2002. Op 13 juni 2002 stapten de VS uit het verdrag.

## Antiraketsysteem

### NORAD
Vanaf het einde van de jaren 50 tot in de jaren 60 waren de VS bezig met de ontwikkeling van een aantal raketsystemen met de mogelijkheid om intercontinentale ballistische raketten (ICBM) uit de lucht te schieten. In deze periode onderhielden de VS een koppositie in het aantal en de geavanceerdheid van hun systemen en zij beschouwden de verdediging van de VS als een onderdeel van het verminderen van de algemene schade in een gehele nucleaire oorlog. Als onderdeel van deze verdediging zetten de VS en Canada samen het North American Air Defense Command op, dat tegenwoordig NORAD heet.
In de jaren zestig was het Amerikaanse onderzoek aan het Nike Zeus-raketsysteem zover gevorderd dat met een aantal kleine verbeteringen de raketten daadwerkelijk als een systeem tegen ballistische raketten gebruikt zou kunnen worden. Toen begon men te werken aan een snelle raket voor de korte afstand die de ABM-installaties zou kunnen verdedigen. In het midden van de jaren zestig leken beide systemen bijna gereed voor een over het gehele land verspreid ABM-systeem, dat op dat moment Sentinel genoemd werd.

### Debatten
Op dit punt braken intensieve debatten los over de voordelen van zo'n systeem. Bij de technische mogelijkheden werden een aantal serieuze vraagtekens gesteld die in populaire tijdschriften werden gespuid. Op hetzelfde moment waren mensen ook bezorgd dat als het systeem zou werken, zo was de Westerse gedachte, de Sovjets dan meteen een aanval zouden wagen voordat het systeem operationeel was; dit was echter puur de Westerse gedachte. De sovjettheorie zou ertoe geleid hebben dat zij hun eigen ABM-systeem ontwikkeld zouden hebben om weer op gelijke hoogte te komen met de VS.

### MIRV
Terwijl dit debat doorging zorgde een nieuwe ontwikkeling in de techniek van intercontinentale ballistische raketten dat deze punten niet meer van belang waren. Deze nieuwe ontwikkeling was het MIRV-systeem dat ICBM's meerdere nucleaire ladingen aan boord konden hebben. Met dit systeem zou de Sovjet-Unie simpelweg het ABM-systeem kunnen overrompelen in aantallen raketten. Het systeem uitbreiden om het aantal Russische raketten tegen te gaan had ook geen zin, aangezien enkele extra raketten nodig zouden zijn om ook dit nieuwe systeem uit te schakelen. De Amerikanen hadden namelijk een raket per nucleaire lading nodig, terwijl de Russen 10 tot 16 kernkoppen per raket konden plaatsen.

## MAD
Om ongeveer dezelfde tijd bereikte de Sovjet-Unie een even groot arsenaal als de VS in aantallen ICBM's. Niet langer zou een oorlog enkel de vernietiging van de Sovjet-Unie opleveren maar nu zouden beide landen van de aardbodem verdwijnen in het geval van een nucleaire oorlog. Dit leidde in het Westen tot het idee van Mutual assured destruction, MAD, een gedachte die betekende dat bij een mogelijke oorlog beide landen vernietigd zouden worden. ABM's die op dat moment klaar waren na een decennium van ontwikkeling leken veel te gevaarlijk; het was beter om in het geheel geen verdediging te hebben dan een verdediging die misschien wel een oorlog uitlokte.
In het Oosten had men echter geen idee van MAD. De Russische militaire strategie was die van het massale gebruik van kernwapens gecombineerd met die van conventionele troepen.

## ABM-verdragen
Terwijl de relatie tussen de VS en de Sovjet-Unie aan het einde van de jaren zestig opwarmde, stelden de VS in 1967 voor het eerst een ABM-verdrag voor. Dit voorstel werd afgewezen. Hierop volgend begonnen in november 1969 de gesprekken voor SALT I. In 1972 werd er een overeenkomst gesloten die het aantal strategische aanvals- en verdedigingswapens beperkte. Elk land mocht nog maar één plek hebben voor een verdedigingssysteem. Dit werd door velen in het Westen gezien als een sleutelstuk in de controle van nucleaire wapens, aangezien het een impliciete erkenning was van het belang van het bewaren van de nucleaire balans door er voor te zorgen dat geen van beide landen zichzelf immuun zou voelen voor afstraffing.
In het Oosten werd dit besluit gezien als een manier om te voorkomen dat men zowel een antiraket-technologiewedloop zou moeten houden als een raketwedloop. De VS spendeerde op dat moment ongeveer 5% van hun bnp aan militaire zaken. De Sovjet-Unie spendeerde echter ongeveer 40% van haar BNP.
Voor vele jaren werd het ABM-verdrag in het Westen gezien als een van de pijlers van wapenbeperking. Het werd gezien als twee vijanden die afspraken een mogelijk handig wapen niet te gebruiken waardoor opzettelijk het evenwicht bewaard wordt. Om deze reden werd het verdrag ook gezien als een bevestiging dat de Russen zich hielden aan de MAD-gedachte; waarom zouden zij anders het verdrag getekend hebben? Het westen had het echter fout met de Russische intenties en hun positie.

## SDI
Het verdrag bleef ongeroerd totdat Ronald Reagan zijn Strategic Defense Initiative (SDI) op 23 maart 1983 aankondigde. Reagon zei dat de SDI zich hield aan het ABM-verdrag en zag het als een verdedigingssysteem dat de mogelijkheid van een vernietiging van beide zou kunnen voorkomen; hij suggereerde zelfs dat de Russen ook gebruik zouden kunnen maken van de SDI-technologie.
Het project was een strop voor Joeri Andropovs zogenaamde vredesoffensief. Andropov zei dat het tijd zou worden dat Washington zou stoppen met het uitlokken van een kernoorlog, volgens hem was de aankondiging niet verantwoordelijk en belachelijk.
De toespraken van Russische politici waren echter zo dat de Westerse opinie er misschien door beïnvloed zou worden. Op dat moment was de officiële Russische politiek die van vreedzame co-existentie, waarbij een communistische revolutie niet door middel van oorlog op gang zou worden gebracht.
Het SDI-onderzoek ging vooruit hoewel men niet het gewenste resultaat behaalde. Het onderzoek deed een stap terug aan het einde van het presidentschap van Reagan en in 1995 werd herhaald dat een systeem misschien wel in het werk zou worden gesteld maar dat dit niet zou leiden tot een dreiging voor een nucleair leger van de vijand en dat zij hier ook niet op gemaakt zou worden.
Zoals vaker het geval is, bleken de effecten van deze politiek veel dieper te gaan dan de bedoelde effecten.
De competitieve druk van SDI gaf nog meer druk op de al krakende economie van de Sovjet-Unie. De Sovjet-economie was eigenlijk een oorlogseconomie met een kleine vergroting van de civiele productie; het was al langzaam duidelijk geworden dat het economische model niet door kon gaan zoals het was met militaire uitgaven die 40% van het BNP opnamen. De extra vraag om het SDI te bouwen vergrootte de problemen en was onderdeel van de situatie die tot Gorbatsjovs pogingen de economie te veranderen leidde. Deze mislukten echter doordat de politiek eerst zou moeten veranderen, wat weer leidde tot pogingen van zijn zijde om ook de politiek te veranderen die leidden tot de val van de partij.

## Uiteenvallen van de Sovjet-Unie
Na het uiteenvallen van de Sovjet-Unie in december 1991 was de status van het verdrag onduidelijk en werd er gedebatteerd door mensen van het Amerikaanse Congres en hoogleraren in recht. In 1997 werd een verdrag getekend door de VS en vier van de voorheen tot de Sovjet-Unie behorende landen. Het moest echter nog geratificeerd worden door alle landen maar president Bill Clinton legde het niet voor aan de senaat.

## Terugtrekking van de VS
Op 13 december 2001 kondigde George W. Bush aan Rusland het terugtrekken uit het verdrag aan. Dit was de eerste keer in de recente geschiedenis dat de Verenigde Staten zich uit een belangrijk wapenverdrag heeft teruggetrokken.
Supporters van het terugtrekken zeiden dat het nodig was om een nationale raketverdediging te bouwen om de VS te verdedigen tegen nucleaire chantage door schurkenstaten. De terugtrekking had zowel veel critici als supporters.
De reacties van Rusland en China waren veel milder dan veel mensen hadden voorspeld en volgden op maanden discussie tussen Rusland en China die beiden ervan overtuigden dat een nationale raketverdediging niet op hun gericht was. In het geval van Rusland hebben de VS aangegeven dat zij van plan zijn te overleggen over een vermindering van het aantal kernwapens, wat Rusland de mogelijkheid zou geven minder geld hiervoor uit te geven.
Kort na het Amerikaanse terugtrekken uit het ABM-verdrag werd het SORT-verdrag in Moskou ondertekend, waarmee een enorme terugloop in kernwapens werd bewerkstelligd.
Als reactie heeft Rusland zowel krachtigere ballistische raketten zoals de RS-28 Sarmat ontwikkeld als een antiballistisch systeem van luchtverdediging S-500.